# Tu con chi fai l'amore
Tu con chi fai l'amore è un singolo del gruppo musicale italiano The Kolors, pubblicato il 12 febbraio 2025.
Il brano è stato presentato in gara durante la 75ª edizione del Festival di Sanremo, dove si è classificato al quattordicesimo posto al termine della manifestazione.

## Descrizione
Il brano, scritto dallo stesso frontman del gruppo Antonio Fiordispino, in arte Stash, con Davide Petrella, in arte Tropico, ed Edoardo D'Erme, in arte Calcutta, è prodotto dallo stesso Stash con Stefano Tognini, in arte Zef. Esso, avendo segnato la terza partecipazione del gruppo al Festival di Sanremo, è stato descritto in un'intervista in conferenza stampa:

## Promozione
Dopo la conferma del gruppo tra i big in gara al Festival di Sanremo 2025, annunciata da Carlo Conti al TG1 il 1º dicembre 2024, il titolo del brano è stato rivelato il 18 dicembre nel corso della finale della diciottesima edizione del concorso canoro Sanremo Giovani.

## Accoglienza
Tu con chi fai l'amore è stato accolto con recensioni miste da parte della critica specializzata, che ha riscontrato similitudini nelle sonorità e nel testo con i precedenti brani Italodisco e Un ragazzo una ragazza.
Andrea Laffranchi del Corriere della Sera scrive che le sonorità si impostano sul funk, e «archi disco alla Raffaella Carrà», trovandolo tutt'altro che coraggioso rispetto alle precedenti produzioni. Gianni Sibilla di Rockol scrive che musicalmente si «un pianoforte elettrico vintage, poi entra l'inconfondibile cassa dritta», trovando la scrittura di Stash e Calcutta «due mondi apparentemente distanti. Da un lato i Kolors riportano il loro modello di canzone pop-disco, dall'altro il testo ricorda quasi Raffaella Carrà». Rolling Stone Italia afferma che il brano non ha sapore, e che «l'assalto continuo e spudorato alla programmazione delle radio, ma più s'accumulano tormentoni e meno vien voglia di ascoltarli».

## Video musicale
Il video musicale, diretto da Marc Lucas, è stato pubblicato in concomitanza all'uscita del brano attraverso il canale YouTube del gruppo.

## Tracce
Testi di Antonio Fiordispino, Davide Petrella ed Edoardo D'Erme, musiche di Davide Petrella, Edoardo D'Erme e Stefano Tognini.
Download digitale, streaming
1. Tu con chi fai l'amore – 3:31

7"
- Lato A

1. Tu con chi fai l'amore

- Lato B

1. Un ragazzo una ragazza

## Classifiche
| Classifica (2025) | Posizione massima |
| ----------------- | ----------------- |
| Italia            | 6                 |

## Date di pubblicazione
| Paese  | Data             | Formato                      | Etichetta          | Nota   |
| ------ | ---------------- | ---------------------------- | ------------------ | ------ |
| Mondo  | 12 febbraio 2025 | Download digitale, streaming | Warner Music Italy | [ 33 ] |
| Italia | 12 febbraio 2025 | Contemporary hit radio       | Warner Music Italy | [ 6 ]  |
| Italia | 14 febbraio 2025 | 7"                           | Warner Music Italy | [ 34 ] |